# 奥祖地带

奧祖地帶以紅色標示

奥祖地带（阿拉伯語：قطاع أوزو）是乍得北部博尔库区-恩内迪区-提贝斯提区的一条狭长地带，覆盖乍得与利比亚的边境，宽约100公里。
该区被发现有丰富的铀蕴藏量，这使乍得和利比亚两国因对该区主权的争议而爆发战争。1973年，利比亚在奥祖地带进行军事行动，以获得对矿藏的控制权，并以此作为影响乍得政治的基础；1976年，奥祖地带被利比亚吞并。乍得军队在1987年成功迫使利比亚人从该区撤退，和谈在1987至1988年间举行，随后几年两国就奥祖地带问题进行的谈判都以失败告终。利比亚一直控制该区，直至1994年国际法院裁定乍得对奥祖地带拥有主权。